# Castell de Cabó
El Castell de Cabó és una obra del municipi de Cabó (Alt Urgell) declarada bé cultural d'interès nacional. Les restes de l'antic castell de Cabó es troben al municipi del mateix nom, en la vall de Cabó (antiga vall de Caboet).

## Història
El topònim Cabó és esmentat en l'acta de consagració de la catedral d'Urgell i, del castell de Cabó en tenim notícies des del 1115. Els primers senyors del castell i la vila foren els Caboet, que ocuparen un lloc preeminent entre les nissagues nobles de la comarca durant l'edat mitjana el llinatge dels quals ja és documentat a mitjan segle x. Borrell I d'Osona, primer comte d'Urgell després de la reconquesta, va ser probablement qui va instituir el títol de senyors de Caboet. La vall de Cabó donava nom a la seva senyoria. A començament del segle xi regia Caboet Isarn, que transmeté la vall al seu fill Guitard Isarn, mort vers el 1095.
Fins a l'inici del segle xiii els Caboet se succeeixen ininterrompudament per línia directa en la possessió del patrimoni familiar, constituït principalment per les valls de Cabó i de Sant Joan. A més, els Caboet s'havien convertit en feudataris d'Andorra perquè els senyor de les Valls d'Andorra, és a dir els bisbes d'Urgell es van veure obligats a demanar ajuda i protecció als senyorius més pròxims. És a dir, els Caboet posseïen sobre Andorra els drets polítics, militars i judicials però no els drets de sobirania.
L'any 1185, el matrimoni d'Arnaua de Caboet amb Arnau de Castellbò representa la unió dels dominis hereditaris dels Caboet al vescomtat de Castellbò, incloent-hi els béns i els drets que posseïen a la vall d'Andorra en feu de l'església d'Urgell. Des d'aleshores Cabó formà part del quarter d'Organyà, una de les cinc parts de què consta el vescomtat de Castellbó. El quarter d'Organyà comprenia la vila d'Organyà i el seu terme i, a més, la vall de Cabó, la batllia de Sallent i Montanissell, els llocs de Carreu i el Fenollet, la batllia de Coll de Nargó, la vall de Fígols i el lloc de Canelles.

## Greuges de Guitard Isarn, senyor de Caboet
Aquest pergamí, fou trobat l'any 1905 per Joaquim Miret i Sans a l'antiga col·legiata d'Organyà (Urgell), juntament amb aproximadament altres 500 pergamins entre els quals les conegudes Homilies d'Organyà. Miret i Sans situava la confecció del document entre els anys 1080 i 1095. És escrit en català en les seves tres quartes parts, si no més. Es podria considerar pràcticament el document escrit en català més antic conegut, anterior en més de 100 anys a les Homilies. Té un gran valor com a reflex dels fenòmens que van tenir lloc a les terres pirinenques en la segona meitat del segle xi. Catalunya va experimentar en aquesta època un seguit de canvis que afectaren les relacions entre els homes i amb la propietat de la terra. En aquests anys de bonança econòmica i creixement demogràfic, el feudalisme va arrelar a la Catalunya Vella, començant per les petites valls pirinenques, on una nova aristocràcia rapinyaire lligada als castells i a les bandes de guerrers a cavall (castlans i cabalers), afermava el seu poder i imposava les relacions de domini damunt de pagesos i petits propietaris aloers que fins llavors havien gaudit de llibertat. En el document que es presenta, el senyor de Caboet, Guitart Isarn, relaciona les vexacions que ha suportat dels seus vassalls, castlans de Cabó.

## Arquitectura

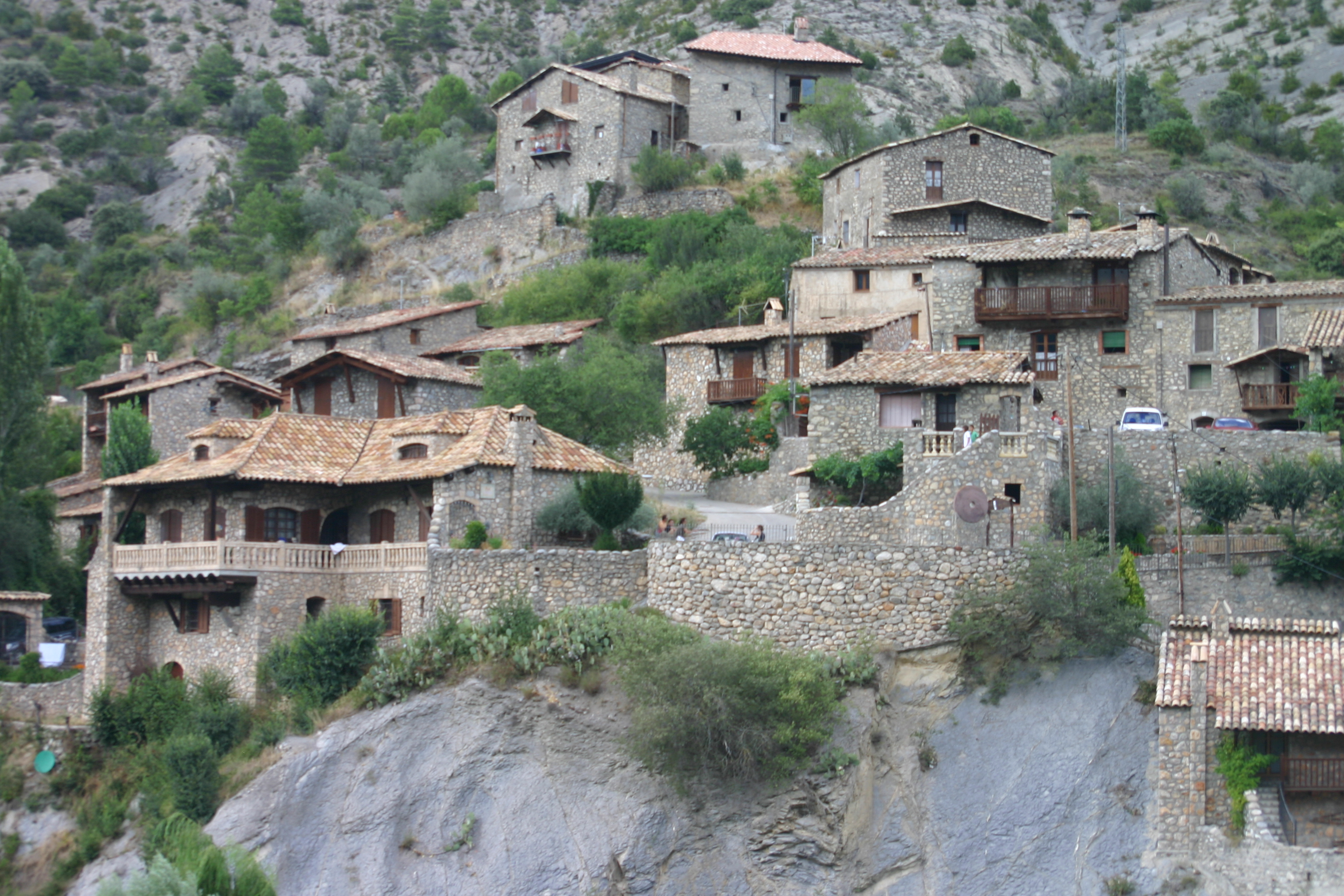
Poble de Cabó. A la part alta hi deuria haver el castell dels Caboet

Una antiga tradició conta que el poble era envoltat d'un vall i que en la zona més alta hi havia un castell, però, de fet, les restes que s'hi aprecien són poques. Només en la part alta del turó on s'assenta la població romanen petits fragments de mur que formaven part del circuit murat que envoltava la vila en temps medievals.

Escasses restes de petits fragments de mur a la part alta del turó on s'assenta la població. Una antiga tradició diu que en la zona més alta hi havia un castell però aquestes restes probablement són del circuit murat que envoltava la vila a l'Edat Mitjana.